# Зануление
Зануле́ние — это преднамеренное электрическое соединение открытых проводящих частей электроустановок, не находящихся в нормальном состоянии под напряжением, с глухозаземлённой нейтральной точкой генератора или трансформатора в сетях трёхфазного тока; с глухозаземлённым выводом источника однофазного тока; с заземлённой точкой источника в сетях постоянного тока, выполняемое в целях электробезопасности.
Защитное зануление является основной мерой защиты от поражения электрическим током при возможном прикосновении человека в электроустановках до 1 кВ с глухозаземлённой нейтралью.

## История
Зануление как мера защиты от косвенного прикосновения применяется с конца XIX века. В России нормативное требование заземления средней точки линий постоянного тока напряжением выше 2х125 вошло в «Правила и нормы для электротехнических устройств сильного тока» 1914 года.
В «Хронике электротехники» VDE есть краткое упоминание о предложении AEG использовать зануление для сетей 380/220В в 1913 году.
Теоретическое обоснование применения зануления для сетей 380/220 В было опубликовано в 1914 году.
Термин зануление является переводом немецкого термина Nullung. По инициативе Подольского Л. П. в 1929 году ЦЭС СССР одобрил «Временно допущенные указания для устройства заземлений и занулений в установках низкого напряжения», которые являлись переработанным переводом немецких «Правил устройства заземлений и занулений в установках низкого напряжения» (VDE 314, введенных с 01.12.1924).
Впоследствии термин зануление использовался в «Электротехнических правилах и нормах» 4-го и 5-го изданий, а также в «Правилах устройства электротехнических установок» 1-го, 2-го, 5-го и 6-го изданий (1985). Современное определение термина зануление, и связанных с ним, дано ГОСТ Р 57190.
Следует отметить, термины зануление и Nullung не входят в Международный электротехнический словарь (IEC 60050) и, поэтому, зануление не используется в тех стандартах серий ГОСТ и ГОСТ Р, которые идентичны (IDT) стандартам МЭК. Также использование термина зануление, с заменой на эквивалентные композиции других терминов, было исключено из «Правил устройства электроустановок» 3-го, 4-го и 7-го изданий с примечанием: «В правилах предыдущих лет такая система носила название "зануление"».

## Принцип действия
Принцип работы зануления: если напряжение (фазный провод) попадает на соединённый с нулём металлический корпус прибора, происходит короткое замыкание. Сила тока в цепи при этом увеличивается до очень больших величин, что вызывает быстрое срабатывание аппаратов защиты (автоматические выключатели, плавкие предохранители), которые отключают линию, питающую неисправный прибор. В любом случае, ПУЭ регламентируют время автоматического отключения повреждённой линии. Для номинального фазного напряжения сети 400/230 В оно не должно превышать 0,4 с.
Зануление осуществляется специально предназначенными для этого проводниками. При однофазной проводке — это, например, третья жила провода или кабеля.
Для того, чтобы отключение аппарата защиты произошло в предусмотренное правилами время, сопротивление петли «фаза-ноль» должно быть небольшим, что, в свою очередь, накладывает на все соединения и монтаж сети жёсткие требования качества, иначе зануление может оказаться неэффективным.
Помимо быстрого отключения неисправной линии от электроснабжения, благодаря тому, что нейтраль заземлена, зануление обеспечивает низкое напряжение прикосновения на корпусе электроприбора. Это исключает вероятность электротравм человека. Поскольку нейтраль заземлена, зануление можно рассматривать как специфическую разновидность заземления.
Различают зануление систем TN-C, TN-C-S и TN-S.

### Зануление системы TN-C
Простая система зануления, в которой нулевой проводник N и нулевой защитный PE совмещены на всей своей длине. Совместный проводник обозначается аббревиатурой PEN. Имеет существенные недостатки, главный из которых — высокие требования к системам уравнивания потенциалов и сечению PEN-проводника. Применяется для электроснабжения трёхфазных нагрузок, например асинхронных двигателей. Применение данной системы в однофазных групповых и распределительных сетях запрещено:

1.7.132. Не допускается совмещение функций нулевого защитного и нулевого рабочего проводников в цепях однофазного и постоянного тока. В качестве нулевого защитного проводника в таких цепях должен быть предусмотрен отдельный третий проводник.— ПУЭ-7

### Зануление системы TN-C-S
Усовершенствованная система зануления, предназначенная для обеспечения электробезопасности однофазных сетей электроустановок. Она состоит из совмещённого PEN-проводника, который соединён с глухозаземлённой нейтралью питающего электроустановку трансформатора. В точке, где трёхфазная линия разветвляется на однофазные потребители (например в электрощите на этаже многоквартирного дома или в подвале такого дома) PEN-проводник разделяется на PE- и N-проводники, непосредственно подходящие к однофазным потребителям.

### Зануление системы TN-S
Наиболее совершенная, дорогая и безопасная система зануления, получившая распространение, в частности, в Великобритании. В этой системе нулевой защитный и нулевой проводники разделены на всей своей длине, что существенно повышает её безопасность.

## Ошибки в реализации зануления
Иногда считают, что заземление на отдельный контур, не связанный с нулевым проводом сети, лучше, потому что при этом нет сопротивления длинного PEN-проводника от электроустановки потребителя до заземлителя КТП (комплектной трансформаторной подстанции). Такое мнение ошибочно, потому что сопротивление заземления, особенно кустарного, гораздо больше сопротивления даже длинного провода. И при замыкании фазы на заземлённый таким образом корпус электроприбора ток замыкания из-за большого сопротивления местного заземления может оказаться недостаточным для срабатывания АВ (автоматического выключателя) или предохранителя, защищающего эту линию. В таком случае корпус прибора будет находиться под опасным потенциалом. Кроме того, даже если применить АВ небольшого номинала, срабатывающий от тока замыкания на землю, всё равно обеспечить требуемое ПУЭ время автоматического отключения повреждённой линии практически невозможно.
Поэтому раньше, до начала массового применения устройств защитного отключения (УЗО), заземление корпусов электроприёмников без их зануления (то есть заземление по системе ТТ) вообще не допускалось. Пункт 1.7.39 ПУЭ-6:

В электроустановках до 1 кВ с глухозаземлённой нейтралью или глухозаземлённым выводом источника однофазного тока, а также с глухозаземлённой средней точкой в трёхпроводных сетях постоянного тока должно быть выполнено зануление. Применение в таких электроустановках заземления корпусов электроприёмников без их зануления не допускается.

Распространённым заблуждением является утверждение, что согласно новой редакции ПУЭ (п. 1.7.59), заземление корпусов электроприёмников без их зануления допускается, но только при обязательном применении УЗО. Пункт 1.7.39 ПУЭ-7:

Питание электроустановок напряжением до 1 кВ от источника с глухозаземлённой нейтралью и с заземлением открытых проводящих частей при помощи заземлителя, не присоединённого к нейтрали (система ТТ), допускается только в тех случаях, когда условия электробезопасности в системе TN не могут быть обеспечены. Для защиты при косвенном прикосновении в таких электроустановках должно быть выполнено автоматическое отключение питания с обязательным применением УЗО. При этом должно быть соблюдено условие: {\displaystyle R_{a}\cdot I_{a}\leq 50} В, где {\displaystyle I_{a}} — ток срабатывания защитного устройства; {\displaystyle R_{a}} — суммарное сопротивление заземлителя и заземляющего проводника, при применении УЗО для защиты нескольких электроприёмников — заземляющего проводника наиболее удалённого электроприёмника.

В рассматриваемом пункте ПУЭ речь идёт о системе ТТ. Указывается, что в системе ТТ электробезопасность при косвенном прикосновении обеспечивается использованием УЗО. Система сети определяется состоянием нейтрали источника питания (п. 1.7.3), в большинстве случаев трансформатора подстанции, а также способами подключения открытых проводящих частей оборудования к элементам защиты, которые чётко определены для каждой системы — глухозаземлённой нейтрали трансформатора или заземляющему устройству.